# ベニバラ兎団
ベニバラ兎団（ベニバラうさぎだん）は、日本の劇団である。東京都世田谷区北沢に本部を置いている。

## 概要
IZAMにより2008年に旗揚げされた。
演劇の枠にとらわれない自由な演出で、演劇パフォーマンスユニットを標榜している。

## 主な所属者
| - IZAM - 野沢トオル - 古宮基成 - 飯田南織 - 河村和奈 - 石井あみ | - 原さち穂 - 森村祥江 - 千葉誠太郎 - 宮崎唯 - 青地洋 - 日比博朋 - 谷茜子 - 井上翔 - 新川悠帆 - 青野楓花 |

## 公演と主な出演者

### 7@dash 【僕らの人生はいつもA'だった】
- 公演日：2008年4月3日 - 6日
- 会場：東京池袋シアターグリーン BOX in BOX Theater
- 演出：IZAM
- 脚本：小浦一優

| - 野沢トオル - 石原あつ美 - 城咲仁 - 小田井涼平 | - つぶやきシロー - 折井あゆみ - NIY (SHAZNA) - 黒色すみれ |

### 7@dash II【業務連絡！主演女優がいなくなりました】
- 公演日：2009年4月1日 - 5日（計6公演）
- 会場：東京・中野ザ ポケット
- 演出・プロデュース：IZAM
- 脚本：ノジャワトール・ボンソワール

| - 野沢トオル - 松下萌子 - 小出由華 - 滝ありさ - Ray - 納見佳容 | - 後藤宏行 - 穂積基紀 - 富田香菜 - 原さち穂 - 川口美紀子 - 山村哲 | - 山村和弘 - 芝輝敏 - 小出奈央 - 古本汐里 - 平井真理絵 - 藤井一嵩 |

### 世界を終わりに近づける愛の魔法
- 公演日：2010年1月7日 - 11日 (計7公演)
- 会場：新宿Theater BRATS
- プロデュース：IZAM
- 脚本&監修：川尻恵太
- 演出：IZAM & 野沢トオル

| - IZAM - 今立進（エレキコミック） - 野沢トオル - 城戸裕次 - 古宮基成 - 河村和奈 | - 石井あみ - 水野愛日 - 藤田俊雄 - 黛実希 - 宮崎唯 |
Cabaret カルチェ・ラタン！1950
- 公演日：2010年

- 9月30日 - 10月3日（計7公演）
- 会場：東京新宿シアターモリエール
- プロデュース：IZAM
- 作：ノジャワトール・ボンソワール
- 演出：IZAM & 野沢トオル

| - IZAM - 野沢トオル - みひろ - 今立進（エレキコミック） - 古宮基成 - 城戸裕次 - 河村和奈 | - 石井あみ - 飯田南織 - 犬伏雄一 - 藤田俊雄 - 黛実希 - 伊藤航 - KAZUMI | - 原さち穂 - 芝けん - 宮崎唯 - 中野祥子 - 山本真裕 - KAMIYAMA - 芳岡謙二（ノーティボーイズ） |

### うさぎの素
- 公演日：2010年8月22日
- 会場：東京・渋谷Glad
- 作：ノジャワトール・ボンソワール
- 演出：IZAM & 野沢トオル

| - IZAM - 野沢トオル - 古宮基成 - 河村和奈 - 石井あみ - 飯田南織 | - 伊藤航 - 山田かな - KAZUMI - 森村祥江 - 原さち穂 - 芝けん | - 宮崎唯 - KAMIYAMA - 城戸裕次 - 犬伏雄一 - 藤田俊雄 - 黛実希 |

### レスラー♠ボーイズ
- 公演日：2011年1月7日 - 11日
- 会場：下北沢「劇」小劇場
- 作：ノジャワトール・ボンソワール
- 演出：IZAM & 野沢トオル

【♂SIDEキャスト】
| - 野沢トオル - 城戸裕次 - 伊藤航 - 庄田侑右 - 小川大悟 - 犬伏雄一 | - 藤田俊雄 - 山村哲史 - 宮崎唯 - 芝けん - 笹本れいか - IZAM | - 間島亮 - 室本浩志 - 関健介 - 加藤栄一郎 - ASKA(7117) :Sax - 浅田昌也：Key-board |

### レスラー♥ガールズ
- 公演日：2011年1月7日 - 11日
- 会場：下北沢シアター711
- 作：ノジャワトール・ボンソワール
- 演出：IZAM & 野沢トオル

【♀SIDEキャスト】
| - 石井あみ - 愛川ゆず季 - 飯田南織 - 平田弥里 - 秋山優 - 高杉美羽 - 安川結花 | - 原さち穂 - 森村祥江 - 黛実希 - 青地洋 - 松田沙希 - 信田美帆 (ex-太陽とシスコムーン) - 河村和奈 | - 上田理絵 - 久津佳奈 - 阿部瞳 - 中岸紗耶香(Sa-ya) - 関根ゆたか：Guitar - 石倉ベイベ：Guitar |

### 行けっ！風間山荘。
- 公演日：2011年4月21日 - 24日(日
- 劇場：ザムザ阿佐谷 THEATRE "SAMSA"
- 作：ノジャワトール・ボンソワール
- 演出：IZAM & 野沢トオル

| - IZAM - 白石朋也 - 古宮基成 - 河村和奈 - 石井あみ - 麻由 - 伊藤航 - 藤田俊雄 - 犬伏雄一 | - 山村哲史 - 野はらさち - 原さち穂 - 黛実希 - 青地洋 - 阿部瞳 - 飯田南織 - 平田弥里 - 野沢トオル | - ヴァイオリン as 河村舞子（SEASONS） - チェロ as 堀内美貴子（SEASONS） - カホン as 濱田哲朗 - ピアノ as 中村弥生 |

### 恋とパズルとシャンプーと。
- 公演日:2011年6月14日 - 19日
- 下北沢 楽園
- プロデュース:IZAM
- 作:ノジャワトール・ボンソワール
- 演出:古宮基成

| - 原さち穂 - 伊藤航 - 藤田俊雄 - 犬伏雄一 - 黛実希 | - 青地洋 - 野はらさち - 宮崎唯 - 平井真理絵 | - 関健介（kitokito） - 恩田嘉子（劇団 始発列車） - 紗弓 - 森見春菜（宝井プロジェクト） - 足立京子（アシュラ） |

### Bio 9 -バイオナイン-
- 公演日：2011年 9月16日 - 19日
- 会場：新宿シアターモリエール
- 作：ノジャワトール・ボンソワール
- 演出：IZAM & 野沢トオル

| - IZAM - 城田純 - 阿部真里 - 古宮基成 - 石井あみ - 河村和奈 - 原さち穂 - 伊藤航 - 青地洋 - 森村祥江 - 山村哲史 | - 犬伏雄一 - 黛実希 - 宮崎唯 - 平井真理絵 - 中野祥子 - 森見春菜 - 足立京子 - 飯田南織 - 時東ぁみ - 野沢トオル | - 関根ゆたか(ギター) - 濱田哲朗(カホン) - 仲条幸一(ピアノ＆アコーディオン) - RURI(ヴァイオリン) |

### Mr.教授の危険なマスカレイド
- 公演日:2012年1月12日 - 15日
- 会場：青山円形劇場
- 脚本：ノジャワトール・ボンソワール
- 演出：IZAM & 野沢トオル

| - IZAM - 野沢トオル - 井深克彦 - 加藤真央 - 古宮基成 - 石井あみ - 河村和奈 - 飯田南織 - 原さち穂 - 伊藤航 - 山村哲史 | - 犬伏雄一 - 青地洋 - 森村祥江 - 黛実希 - 榊林乃愛 - 中野祥子 - 宮崎秋人 - nicola - 街田しおん - 白石朋也 | - 関根ゆたか(guitar) - サッコ(bass) - 佐野まゆみ(cello) - RURI(violin) - ASUKA(sax) - 仲条幸一(accordion & piano) - 濱田哲朗(drums) |

### 悪党達に花束を。〜史上最大のお仕事〜
- 公演日：2012年5月3日 - 6日
- 会場：新宿Theatre BRATS
- 原作：八城悠（悪の組織の作りかた）
- プロデュース：IZAM
- 潤色脚本：ノジャワトール・ボンソワール
- 演出：IZAM & 野沢トオル

| - 原さち穂 - 青地洋 - 岸田恵里子 - 岸田里奈 - 伊藤航 - 森村祥江 - 黛実希 - 榊林乃愛 | - ヤマタニカズキ（TOKYO流星群） - 岩間華奈子 - 座間瑞穂 - 志藤大造 - 阿部瞳 - 山村哲史 - HILOMU（AUTRIBE） | - RURI as Violin - 佐野まゆみ as Cello - 竹村忠臣 as Cajon |

### La Nouveau Cabaret Quartier Latin! 1950
- 公演日：2012年

- 6月28日 - 7月1日
- 会場：東京 渋谷CBGK シブゲキ!!
- 作：ノジャワトール・ボンソワール
- 演出：IZAM & 野沢トオル

| - IZAM - 高部あい - Kimeru - 古宮基成 - 石井あみ - 河村和奈 - 飯田南織 - 原さち穂 - 伊藤航 - 青地洋 - 森村祥江 - 山村哲史 | - 黛実希 - 岩間華奈子 - 能美智一 - たかお晃市 - ミス・サリバン - Kいち（劇団K助、尺八少年団） - 中野祥子 - 芳岡謙二（ノーティーボーイズ） - 剣持直明（劇団だるま座） - 白石朋也 - 野沢トオル | - 関根ゆたか（ギター） - 濱田哲朗（ドラムス） - サッコ（ベース） - 高満洋子（アコーディオン） - RURI（ヴァイオリン） - 佐野まゆみ （チェロ） |

### ガダルカナル デパートメント
- 公演日：2012年12月12日 - 16日
- 会場：中目黒 キンケロシアター
- 作：ノジャワトール・ボンソワール
- 演出：IZAM & 野沢トオル

| - IZAM - 野沢トオル - 中島愛里 - 高樹マリア - 河村和奈 - 石井あみ - 原さち穂 | - 柴小聖 - 福田朱子 - 伊藤航 - 青地洋 - 山村哲史 - 丸尾あゆみ - 飯田南織 | - 関根ゆたか：アコースティックギター - サッコ（オーロラタクト）：ベース - RURI：ヴァイオリン - 川野栄里子：カホン |

### 6 -SIX-
- 公演日：2013年3月20日 - 24日(日)
- 会場：中目黒 Woody Theatre
- 作：ノジャワトール・ボンソワール
- 演出：IZAM & 野沢トオル

| 【Unit1：黄色いSUISEI】 - 河村和奈 - 山下慎悟（HIROZ） - 平田弥里 - 青地 洋 - 間瀬りさ - IZAM | 【Unit2：青いレバリッジ】 - 野沢トオル - 原さち穂 - 千葉誠太郎 - 山村哲史 - 岸田エリ子 - 石井あみ | 【Unit3：RED SCREAM】 - 白石朋也 - 飯田南織 - 伊藤航 - 森村祥江 - 榊林乃愛 - 関 健介 | 【生演奏/Unit1,2,3 】 - アコースティックギター：関根ゆたか - ヴァイオリン：RURI - チェロ：ikue |

### パライソの海 -小さな花の夜露に映る月-
- 公演日：2013年7月31日 - 8月4日
- 会場：青山円形劇場
- 脚本：ノジャワトール・ボンソワール
- 演出：IZAM & 野沢トオル
- プロデュース・音楽：IZAM

| - IZAM - 野沢トオル - 平野良 - SHOGO - 村田洋二郎（AND ENDLESS） - 千葉誠太郎 - 石井あみ - 飯田南織 - 原さち穂 - 山下慎悟（HIROZ） | - 山村哲史 - 青地 洋 - 森村祥江 - 榊林乃愛 - まつながひろこ - 尾関紘次郎 - 小西優司（アクト青山） - 田中良子（AND ENDLESS） - 白石朋也 | - ギター：関根ゆたか - ベース：サッコ(オーロラタクト) - ドラム：濱田哲朗 - ヴァイオリン：RURI - チェロ：ikue |

### 東京ハイビーム×ベニバラ兎団合同企画2～3月ロングラン公演「Selection Theater」
久下恭平独り芝居『リリアン』
- 公演日：2018年2月10日 - 3月10日
- 会場：四谷天窓.comfort
- 演出：IZAM
- 脚本：川尻恵太〈SUGARBOY〉／ 白鳥雄介

| - 久下恭平 | （日替わりゲスト） - 今井瞳 - 日比博朋〈ベニバラ兎団〉 - 谷茜子〈ベニバラ兎団〉 - 平岡梨菜〈ベニバラ兎団〉 - 新川悠帆〈ベニバラ兎団〉 | - 黒田由祈〈東京ハイビーム〉 - 藤村直樹〈東京ハイビーム〉 - 桑港〜SISCO〜〈東京ハイビーム〉 | （ピアノ演奏） - アッコ〈オーロラタクト〉 |

・7@dash 【僕らの人生はいつもA'だった】　@池袋Box in Box Theater ・7@dash II【業務連絡！主演女優がいなくなりました】 @中野POCKET  ・世界を終わりに近づける愛の魔法  　　＠新宿Theater BRATS  ・うさぎの素  ＠渋谷Club GLAD  ・レスラー♠ボーイズ @下北沢劇小劇場 (下記↓作品と同時刻、同時開催)  ・レスラー♥ガールズ　＠下北沢Theater711  ・行けっ！風間山荘。　＠阿佐ヶ谷ザムザ  ・恋とパズルとシャンプーと。　＠下北沢 楽園　・池袋Theater KASSAI  ・　＠下北沢劇小劇場  ・Cabaret Quartier Latin! 1950！　＠新宿シアターモリエール  ・Bio 9 -バイオナイン-　　＠新宿シアターモリエール  ・Mr.教授の危険なマスカレイド　＠青山円形劇場  ・悪党達に花束を。〜史上最大のお仕事〜　　　＠新宿Theater BRATS  ・La Nouveau Cabaret Quartier Latin! 1950　　＠渋谷CBGK  ・ガダルカナル デパートメント  @中目黒キンケロシアター  ・6 -SIX-　　　　　＠中目黒WoodyTheater  ・GrimRipper        @新宿全労災ホールZERO  ・パライソの海 -小さな花の夜露に映る月-　　＠青山円形劇場　・　熊本天草市民会館　他　・新宿村 LIVE  ・ICE CREAM GOOD--BYE    @池袋TheaterGreen BIGTREE Theater  ・Selection Theater 『リリアン』　＠ 四谷天窓Confort　・ @下北沢劇小劇場  ・或ル俳優ノ殺意　　＠東新宿アトリエファンファーレ  ・UNPIECE　＠新宿コフレリオシアター  ・ICE CREAM GOOD--BYE ２　　＠新宿村LIVE  ・ICE CREAM GOOD--BYE -完結編-　　　＠新宿村LIVE  ・舞台　脳漿炸裂ガール　　＠品川　六行会ホール  ・パンプキンポットマジック　＠新宿コフレリオシアター  ・舞台　左ききのエレン -横浜のバスキア編-　　　＠横浜市泉区文化センター  ・舞台　左ききのエレン -バンクシーのゲーム編-　＠品川　六行会ホール　  ・舞台　脳漿炸裂ガール２　＠品川　六行会ホール
・STARGAZER     ＠品川　六行会ホール